# Planina (gmina Ljubno)
Planina – wieś w Słowenii, w gminie Ljubno. W 2018 roku liczyła 90 mieszkańców.